# Istanbull V.H Ooievaarshof
Istanbull V.H Ooievaarshof (né le 7 avril 2008) est un étalon bai foncé du stud-book BWP, qui est monté au niveau international en saut d'obstacles par le cavalier marocain Abdelkebir Ouaddar. Il participe aux Jeux olympiques d'été de 2020 à Tokyo.

## Histoire
Il naît en Belgique le 7 avril 2008, à Houthulst, chez l'éleveur Jan Gheeraert.
En 2017, il est monté en saut d'obstacles par la cavalière française Syndie Rigaut, à 1,45 m. Il passe ensuite sous la selle du cavalier marocain Abdelkebir Ouaddar. Lors du Sunshine Tour, le couple se qualifie pour les Jeux olympiques d'été de 2020 à Tokyo, représentant la première équipe de saut d'obstacles olympique dans l'histoire du Maroc.
Il s'agit de la toute première compétition d'Istanbull à un tel niveau de difficulté, aussi le cheval est relativement inexpérimenté pour participer à des Jeux Olympiques. Le couple s'élance pour la première épreuve qualificative de ces J.O le 3 août 2021 en seconde position, à 12h06, mais termine difficilement son parcours, avec un score décevant. De nombreux obstacles sont renversés : le vertical no 2, la palanque no 7, l'entrée du dernier double puis l'oxer final.

## Description
Istanbull V.H Ooievaarshof est un étalon de robe baie foncée, inscrit au stud-book du BWP,. Il mesure 1. m.
D'après l'entraîneur de l'équipe de saut d'obstacles du Maroc Philippe Lejeune, Istanbull était très craintif à ses débuts, ayant tendance à regarder partout autour de lui, ce qui a rendu nécessaire un travail sur sa confiance.

## Palmarès
- mai 2021 : 3e du Grand Prix 4* de Gorla Minore, en Italie, à 1,55 m, en 33,35 s[6],[7],[8]
- novembre 2021 : vainqueur du Grand Prix du CSI4* de Rouen, à 1,50 m[9]
- mai 2022 : second du CSI2* de Nancy, en 39,40 s[10]
- juin 2022 : second du CSIO3* de Deauville, à 1,45 m, en 64,77 s[11].

## Origines
C'est un fils de l'étalon Holsteiner Casall et de la jument Zangersheide C. Utopica van het Ooievaarshof, par Calido I.